# امیل میرزابکیان
امیل هایکی میرزابکیان (ارمنی: Էմիլ Հայկի Միրզաբեկյան؛ زادهٔ ۱۲ دسامبر ۱۹۲۲ - درگذشته ۱۶ سپتامبر ۱۹۸۰) یک فیزیک‌دان اهل ارمنستان بود.

## زندگی‌نامه
در ۱۲ دسامبر ۱۹۲۲ در ایروان از والدینی به نام‌های هایک میرزابکیان (Հայկ Միրզաբեկյան) و آناهیت میرزابکیان (Անահիտ Միրզաբեկյան) به دنیا آمد و از دانشگاه دولتی ایروان (۱۹۴۵–۱۹۵۰) فارغ‌التحصیل شد. وی عضو فرهنگستان ملی علوم ارمنستان بود. وی همچنین برنده نشان ستاره سرخ، نشان انقلاب اکتبر و نشان جنگ میهنی (درجه دو) شده است. وی در ۱۶ سپتامبر ۱۹۸۰ در سن ۵۷ سالگی در مسکو درگذشت و در ایروان به خاک سپرده شد.

## یادداشت
1. ↑  ֆիզիկամաթեմատիկական գիտությունների դոկտոր
2. ↑  Ռադիոֆիզիկայի և էլեկտրոնիկայի ինստիտուտ
3. ↑  Սեմյոն Խայկին